# Processamento de sinal analógico
O processamento de sinal analógico (ou de tempo contínuo) são processados por circuitos analógicos. Os valores analógicos são normalmente representados como uma tensão, corrente ou carga elétrica em torno de componentes nos dispositivos eletrônicos. Esse tipo de sinal pode assumir qualquer valor dentro da faixa dinâmica (contínuo no tempo e em amplitude). Os componentes eletrônicos analógicos que são analisados sofrem variações de condições ambientais, tais como temperatura, umidade, envelhecimento, pressão, ataques químicos, corrosão, etc. Exemplos de processamento de sinal analógico incluem filtros de crossover em alto-falantes e controles de volume em aparelhos de som, filtros de passa baixa e passa alta. Elementos de processamento analógicos comuns incluem capacitores, resistências, indutores e transistores.

## Ferramentas de Análise

### Convolução
A Convolução é um conceito básico de processamento de sinal, que indica que um sinal de entrada pode ser combinado com uma função do sistema para encontrar o sinal de saída. Corresponde à representação de um sistema LIT (ver tópico abaixo) de tempo contínuo em termos de sua resposta a um impulso unitário. A convolução de dois sinais x(t) e h(t) é representada por: 
{\displaystyle y(t)=(x*h)(t)}
Um sistema LIT de tempo contínuo é completamente caracterizado por sua resposta ao impulso - isto é, por sua resposta a um único sinal elementar, o impulso unitário δ(t). Ou seja, podemos intuitivamente pensar x(t) como uma soma de impulsos deslocados ponderados, em que o peso do impulso δ(t - τ) é x(τ)dτ. Quando as funções se coincidem, o valor de (x * h) é maximizado. Isto ocorre porque, quando áreas positivas (picos) ou negativo (vales) são multiplicados, eles contribuem para a integral. 
{\displaystyle y(t)=(x*h)(t)=\int _{a}^{b}x(\tau )h(t-\tau )\,d\tau }
Esta é a integral de convolução e é usada para encontrar a convolução de um sinal e a um sistema, onde a = -∞ e b = +∞.

### Transformada de Fourier
A transformada de Fourier é uma função que transforma um sinal ou sistema no domínio do tempo para o domínio da frequência, mas só funciona para determinadas funções. Existe apenas um sinal de tempo para qualquer sinal de frequência e vice-versa. As restrições para que sistemas ou sinais possam ser transformados pela Transformada de Fourier são:
1. {\displaystyle \int _{-\infty }^{\infty }|x(t)|\,dt<\infty } , absolutamente integrável;
2. x(t), em qualquer intervalo finito, possua um número finito de mínimos e máximos;
3. x(t), em qualquer intervalo finito, tenha um número limitado de descontinuidades.

Abaixo, a Transformada de Fourier ou Integral de Fourier:
{\displaystyle X(j\omega )=\int _{-\infty }^{\infty }x(t)e^{-j\omega t}\,dt}

Ilustração da transformada inversa de Fourier

Essa equação não é muito utilizada, porém, a sua inversa aparece com ampla recorrência, pois é possível transitar do domínio frequência para o domínio tempo - normalmente mais empregada no processamento de sinais analógicos. A equação de síntese, representada logo a seguir, representa a combinação linear de exponenciais complexas, aproximando-se de uma curva contínua de frequência. 
{\displaystyle x(t)={\frac {1}{2\pi }}\int _{-\infty }^{\infty }X(j\omega )e^{j\omega t}\,d\omega }

### Transformada de Laplace
A transformada de Fourier de tempo contínuo oferece-nos uma representação dos sinais como combinações lineares de exponenciais complexas na forma {\displaystyle e^{st}} com s = jω. Contudo, se aplica para valores arbitrários de s e não apenas aos puramente imaginários. Isso é conhecido como a Transformada de Laplace, uma generalização da transformada de Fourier de tempo contínuo. A transformada de Laplace pode ser aplicada a uma classe mais ampla de sinais do que a transformada de Fourier, pois existem muitos sinais para os quais a transformada de Fourier não converge, mas a transformada de Laplace sim, pois é uma transformação para todo plano complexo, não apenas para a linha de jω, como em Fourier. Isto implica que um sinal de frequência pode ter mais do que um sinal de tempo, porém, o sinal de tempo correto para a transformação é determinado pela região de convergência. A Transformada de Laplace é:
{\displaystyle X(s)=\int _{0^{-}}^{\infty }x(t)e^{-st}\,dt},
onde a sua inversa é dada, se todas as singularidades de X (s) estão na metade esquerda do plano complexo, é:
{\displaystyle x(t)={\frac {1}{2\pi }}\int _{-\infty }^{\infty }X(s)e^{st}\,ds}.

### Diagramas de Bode

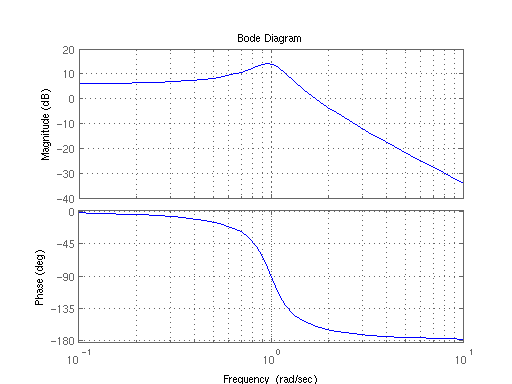
Função representada pelo diagrama de Bode.

Descoberto pelo estadunidense Hendrik Wade Bode, o diagrama de Bode (Bode Plots, em inglês) são parcelas de Magnitude X Frequência e Fase X Frequência para um sistema. O eixo magnitude está em Decibel (dB), o eixo de fase é em graus ou radianos. Os eixos de frequência está em uma escala logarítmica, pois permite analisar uma faixa ampla de frequências. Uma das vantagens é que a multiplicação dos módulos pode ser convertida em soma; há uma forma simples de esboçar a curva aproximada do módulo em dB, assim como a curva de ângulo de fase. Além disso, a obtenção da curva de resposta não muda diante de uma mudança de escala em frequência. Através do diagrama é possível também a determinação da função transferência de um sistema LIT. Conhecendo fatores como ganho K (desloca a curva para cima ou para baixo), integrativo e derivativo (jω), fatores de primeira ordem (1 + jωT) e os fatores quadráticos  [1 + 2ξ(jω/ωn) + (jω/ωn)²].  

## Sinais
Embora qualquer sinal pode ser utilizado no processamento de sinal analógico, existem vários tipos de sinais que são utilizados muito frequentemente.

### Senoidal
As senoides são o alicerce do processamento de sinal analógico. Todos os sinais do mundo real podem ser representadas como uma soma infinita de funções senoidais através de uma série de Fourier. Uma função senoidal pode ser representado em termos de um exponencial por a aplicação da fórmula de Euler. 

### Impulso
Um impulso é definido como um sinal que tem uma magnitude infinita e uma largura infinitamente estreito, de área igual a um, centrada no zero. {\displaystyle \int _{-\infty }^{\infty }\delta (t)=1}  
Um impulso pode ser representado como uma soma infinita de senoides que inclui todas as frequências possíveis. Na vida real, não é possível gerar um sinal tal, mas pode ser suficientemente aproximado com uma grande amplitude e um pulso estreito, para produzir a resposta de impulso teórico em uma rede com um alto grau de precisão. Se um impulso é usado como uma entrada para um sistema, a saída é conhecido como a resposta ao impulso. A resposta do impulso define o sistema porque todas as possíveis frequências estão representadas na entrada.  

### Pulso

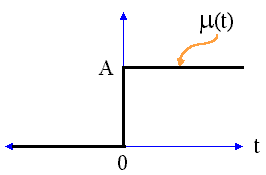
Função de Heaviside

A função pulso, ou degrau unitário (função de Heaviside) é nula para argumento negativo e vale um para argumento positivo. Se uma etapa é usada como entrada para um sistema, a saída é chamada de resposta de pulso. A resposta de pulso mostra como um sistema responde a uma entrada repentina, similar ao ligar um interruptor. O período antes da saída estabilizada é chamada de a parte transiente de um sinal. A imagem ao lado é a representação da função pulso:
{\displaystyle \mu (t)={\begin{cases}0,&t<a\\A,&a<t<b\\0,&t>a\end{cases}}\;\;\;\;\;}
A função degrau unitário está relacionada com a função delta de Dirac por:
{\displaystyle \mathrm {u} (t)=\int _{-\infty }^{t}\delta (s)ds}

## Sistemas

### Sistema linear invariante no tempo (LIT)

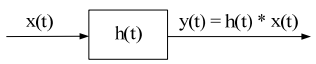
Diagrama de Bloco de um sistema LIT

A definição de sistema linear é aquele no qual vale o princípio da superposição: se a entrada é uma combinação linear de diversos sinais, a saída será a combinação linear das várias respostas do sistema a cada um dos sinais de entrada. Em sistemas de comunicação, os circuitos normalmente utilizados são LIT, assintoticamente estáveis - um sistema no qual pode-se aplicar o princípio de superposição - e sem energia armazenada no instante de excitação. O dispositivo não precisa, necessariamente ser totalmente linear, baste possuir uma faixa de operação linear.
Sendo um sistema com um sinal de entrada x(t), pela linearidade, a saída y(t) será a convolução da entrada com h(t):
{\displaystyle y(t)=(h*x)(t)=\int _{-\infty }^{\infty }h(\tau )x(t-\tau )\,d\tau }.

### Circuitos
- Circuito RC;
- Circuito LC;
- Circuito RLC;
- Circuito série;
- Circuito Paralelo;

## Ligações Externas
- «What are Digital and Analog Signals?»
- «How is information added to a wave?»
- «Sinal analógico ou digital? Entenda as tecnologias e suas diferenças»